# Lojze Motore
Lojze Motore, slovenski planinec, * 28. junij 1920, Sevnica, † 13. marec 2004, Sevnica.
Bil je član Nadzornega odbora Planinske zveze Slovenije, podpredsednik prostovoljnega gasilskega društva Sevnica, član UO ZZB Sevnica in predsednik NO Društva računovodskih in finančnih delavcev Sevnica. Bil je poročen z Lidijo Motore in oče dveh otrok. Za svoje delo je prejel številna društvena in občinska priznanja, med drugim Bloudkovo priznanje in priznanje OKS ob letu prostovoljnosti 2001. 23. decembra 2003 je prejel veliko priznanje iz rok predsednika države dr. Janeza Drnovška.

## Vojaška doba
Kot prisilno mobiliziran vojak okupatorske nemške vojske je služil tej vojski najprej v  Landshut-u na Bavarskem ter imel učno dobo v Franciji do poletja 1943. Zatem pa je bil premeščen na vzhodno fronto v Grčijo (ob Egejsko morje), nato pa v Romunijo na mejo z Madžarsko. Po prihodu na Dunaj je ob koriščenju dopusta ob pomoči sestre Ane prebegnil v domovino in nato takoj še isti dan ob prihodu v partizane - v Kozjanski odred.
Partizansko dobo je v okviru enot Kozjanskega odreda zaključil 15. 5. 1945 v Prekmurju. zatem pa je takoj odšel na podoficirsko šolanje v Sremsko Kamenico pri Novem Sadu. Po končanem šolanju je bil dodeljen (tik pred demobilizacijo) v enoto KNOJ v Jablah pri Trzinu, kjer je leta 1947 končno dočakal demobilizacijo.

## Planinske vrste
V planinske vrste je stopil takoj po vojni in sodeloval pri obnovi Jurkove koče in graditvi Tončkovega doma na Lisci. Bil je dolgoletni član upravnega odbora PD Lisca Sevnica in častni predsednik društva ter blagajnik, dolga leta je bil tudi predsednik društva. Bil pa je tudi tisti, ki je zaoral v ledino na izobraževalnem področju. Vedno je poudarjal, da brez akcij mladih v planinstvu ni celostnega društva. Svoje članke je objavljal v Planinskem vestniku, sodeloval pri izdelavi planinskih vodnikov, bil eden glavnih traserjev Sevniške planinske poti, Zasavske planinske transverzale in tudi Poti XIV. divizije. Bil je član Nadzornega odbora Planinske zveze Slovenije in aktivno sodeloval v delu Meddruštvenega odbora planinskih društev Zasavja.

## Odlikovanja in nagrade
Planinska
1. Srebrni častni znak PZS (Planinske zveze Slovenije)
2. Zlati častni znak PZS
3. Zlati častni znak PZJ (Planinske zveze  Jugoslavije)
4. Plaketa PZS ob 60-letnici
5. Častna listina PZS
6. Zlati znak MK PZS (Mladinske komisije PZS)
7. Znak MV PZS (Mladinskega vodnika) - inštruktor planinske vzgoje pri PZS
8. Zlati znak MDO PD Zasavje (Meddruštveni odbor Planinskih društev)
9. Zlati znak ZSMS (Zvez socialistične mladine Slovenije)
10. Častni predsednik PD Lisca Sevnica - 1991

Državna 
1. Medalja za hrabrost SFRJ - 15. 12. 1957
2. Medalja zaslug za narod SFRJ - 15. 12. 1957
3. Medalja dela SFRJ
4. Red dela s srebrnim vencem SFRJ
5. Red dela z zlatim vencem SFRJ
6. Red zaslug za narod s srebrnimi žarki
7. Srebrni znak OF (Osvobodilne fronte) Slovenije - 1985
8. Častni znak svobode Republike Slovenije - 9. 12. 2003

Občinska
1. Priznanje Dušana Kvedra Tomaža - 1994

Gasilska
1. Ustanovni član Gasilske zveze Sevnica - 1954
2. Odlikovanje I. stopnje GZS (Gasilske zveze Slovenije) 1979
3. Odlikovanje za posebne zasluge GZS - 1994
4. Plaketa veterana GZS - 1975
5. Odlikovanje Gasilske zveze Jugoslavije - 1989
6. Častni član PGD (Prostovoljnega gasilskega društva) Sevnica - 1999
7. Zlati znak Gallusa - sodelovanje v Gasilskem pevskem zboru Sevnica

Športna
1. Srebrna značka Stanka Bloudka
2. Zlata značka Stanka Bloudka
3. Bloudkova plaketa - 1990
4. Diploma mednarodnega olimpijskega komiteja - 2001

Finančno-računovodska
1. Zlata značka Zveze računovodskih in finančnih delavcev Jugoslavije